# Eve (Film)
Eve ist ein US-amerikanischer Kurzfilm der Regisseurin Natalie Portman aus dem Jahr 2008 mit Lauren Bacall in der Hauptrolle.

## Handlung
Der Film beginnt damit, dass sich die von Lauren Bacall gespielte Großmutter schminkt. Danach klingelt es und ihre Enkeltochter Kate steht vor der Tür. Kate ist vollkommen überrascht, als ihre Großmutter wenig später erzählt, dass sie ein Date hat, weil sie erwartete, an diesem Abend mit ihr über ihre Mutter zu sprechen. Doch ihre Großmutter schlägt ihr stattdessen vor, sie und Joe zu begleiten. Als es erneut klingelt und Joe vor der Tür steht, ist ihre Großmutter noch nicht fertig, woraufhin Kate die Tür öffnet. Wie Kate in dem darauffolgenden Smalltalk erfährt, lebt Joe im betreuten Wohnen und hat fünf „vergebene“ Söhne. Mittlerweile ist die Großmutter fertig und begrüßt Joe herzlich und schickt Kate hoch, damit sie sich für das Abendessen fertig machen kann. Die drei besuchen ein nobles Restaurant, in dem Joe und die Großmutter einen heiteren Abend verbringen, während Kate recht unglücklich wirkt. Als der leicht betrunkene Joe die beiden nach Hause fahren will, jedoch beim Ausparken andere Autos rammt, fährt schließlich Kate die beiden nach Hause. Die Großmutter bietet Joe an auf der Couch zu übernachten, weil es schon spät ist und er betrunken sei. Als er ablehnt bietet sie ihm sogar noch an in ihrem Bett zu schlafen, was dieser jedoch ebenfalls ablehnt. Dennoch küssen sich die beiden und die Großmutter bedankt sich bei Joe für den „magischen Abend“. Zuhause angekommen klopft Kate an der Schlafzimmertür der Großmutter und bittet diese, mit ihr über ihre Mutter zu sprechen, aber die Großmutter antwortet, dass sie dies morgen tun werden. Der Film schließt mit der Szene, in der man sieht wie sich die Großmutter abschminkt und sich im Spiegel betrachtet.

## Hintergrund
Der im Firebird Restaurant in New York City gefilmte Film stellt das Regiedebüt von Natalie Portman dar und wurde auch von ihrer eigenen Produktionsfirma Handsomecharlie Films produziert. Die Premiere des Films erfolgte bei den Internationale Filmfestspiele von Venedig 2008 am 1. September 2008. Der Film eröffnete die als "corto-cortissimo"  (Deutsch: "Kurz und kürzest") genannte Kurzfilmsektion des Festivals und wurde neben 23 anderen Filmen gezeigt.

## Auszeichnung
Nominierung
- 2008 Corto Cortissimo (bester Kurzfilm) bei den Filmfestspielen von Venedig